# 52nd Street
52nd Street foi o sexto álbum de estúdio de Billy Joel, lançado em 1978. 52nd Street também veio a ser, em 1982, o primeiro álbum a ser lançado em compact disc (CD) pela Sony Music International.
Três músicas alcançaram o top 100 nos Estados Unidos, ajudando a impulsionar o sucesso do álbum. "My Life" conseguiu a #3 posição, "Big Shot" alcançou #14, e "Honesty" ficou na #24 (e trinta anos mais tarde em um cover por Beyoncé). O álbum também teve sucesso com as críticas, ganhando o Grammy de Melhor Álbum do Ano em 1979.
A música "My Life" foi o tema de uma comédia na televisão, Bosom Buddies (gravado com um diferente cantor).
Em 2003, o álbum alcançou o número 352 na lista de 500 melhores álbum de sempre na revista Rolling Stone.
| Críticas profissionais                                                      | Críticas profissionais |
| Avaliações da crítica                                                       | Avaliações da crítica  |
| Fonte                                                                       | Avaliação              |
| --------------------------------------------------------------------------- | ---------------------- |
| Allmusic                                                                    | [ 3 ]                  |
| Robert Christgau                                                            | (B-)                   |
| Esta tabela precisa de ser acompanhada por texto em prosa. Consulte o guia. |                        |

## Faixas
Todas as faixas compostas e escritas por Billy Joel.
1. "Big Shot" – 4:03
2. "Honesty" – 3:53
3. "My Life" – 4:44
4. "Zanzibar" – 5:13
5. "Stiletto" – 4:42
6. "Rosalinda's Eyes" – 4:41
7. "Half a Mile Away" – 4:08
8. "Until the Night" – 6:35
9. "52nd Street" – 2:31

## Equipe de músicos
- Billy Joel – Piano, teclado, vocal
- Doug Stegmeyer – Baixo, Background Vocal
- Liberty DeVitto – Bateria
- Richie Cannata – Sax, órgão, clarinete
- Steve Khan – guitarra elétrica, violão
- Freddie Hubbard – trompete em "Zanzibar"
- Mike Mainieri – Vibrafone e marimba em "Zanzibar" e "Rosalinda's Eyes"
- David Spinozza – Violão em "Honesty"
- Donnie Dacus – Background vocal em "My Life"
- Peter Cetera – Background vocal em "My Life"
- David Friedman – Percussão em "Until the Night"
- Ralph MacDonald –Percussão em "Rosalinda's Eyes" and "Half a Mile Away"
- Eric Gale – guitarra elétrica dm "Half a Mile Away"
- Frank Floyd – Background vocal em "Half a Mile Away"
- Babi Floyd – Background vocal em "Half a Mile Away"
- Zack Sanders – Background vocal em "Half a Mile Away"
- Milt Grayson – Background vocal em "Half a Mile Away"
- Ray Simpson – Background vocal em "Half a Mile Away"
- Hugh McCracken – Guitarra em "Until the Night" e "Rosalinda's Eyes"

## Classificações

### Álbum
| Ano     | País          | Chart                                   | Posição | Semanas | Certificações | Vendas     |
| ------- | ------------- | --------------------------------------- | ------- | ------- | ------------- | ---------- |
| 1978-80 | United States | The Billboard Pop Albums                | 1       | 76      | 7x Platinum   | 7,000,000+ |
| 1978-80 | Austrália     | Kent Music Report                       | 1       |         |               |            |
| 1978-80 | Áustria       |                                         | 4       | 12      |               |            |
| 1978-80 | Noruega       | VG-lista                                | 5       | 15      |               |            |
| 1978-80 | Japão         | Oricon Weekly LP Albums Chart (top 100) | 9       | 83      |               | 470,000+   |
| 1978-80 | Japão         | Oricon Weekly CT Albums Chart (top 100) | 21      | 51      |               | 470,000+   |
| 1978-80 | Inglaterra    | UK Albums Chart                         | 10      | 43      | Gold          | 100,000+   |
| 1978-80 | Suécia        | Sverigetopplistan                       | 18      | 8       |               |            |

#### Year-end charts
| Ano  | País           | Chart                    | Posição |
| ---- | -------------- | ------------------------ | ------- |
| 1979 | Estados Unidos | The Billboard Year-end   | 1       |
| 1979 | Japan          | The Oricon Year-end (LP) | 14      |
| 1980 | Japan          | The Oricon Year-end (LP) | 81      |

### Singles
| Ano  | Single            | País          | Chart              | Posição |
| ---- | ----------------- | ------------- | ------------------ | ------- |
| 1978 | "My Life"         | United States | Billboard AC       | 2       |
| 1978 | "My Life"         | United States | Billboard Hot 100  | 3       |
| 1978 | "My Life"         | Suíça         | Swiss Music Charts | 4       |
| 1978 | "My Life"         | Áustria       | Ö3 Austria Top 40  | 11      |
| 1978 | "My Life"         | Inglaterra    | UK Singles Chart   | 12      |
| 1978 | "My Life"         | Japão         | Oricon Weekly      | 37      |
| 1979 | "Big Shot"        | United States | Billboard Hot 100  | 14      |
| 1979 | "Honesty"         | United States | Billboard AC       | 9       |
| 1979 | "Honesty"         | United States | Billboard Hot 100  | 24      |
| 1979 | "Honesty"         | Japão         | Oricon Weekly      | 53      |
| 1979 | "Until the Night" | Inglaterra    | UK Singles Chart   | 50      |

## Prêmios
Grammy
| Ano  | Vencedor    | Categoria    |
| ---- | ----------- | ------------ |
| 1979 | 52nd Street | Álbum do Ano |